# Kar Fūn
Kar Fūn (persiska: كر فون) är en ort i Iran.   Den ligger i provinsen Mazandaran, i den norra delen av landet, 170 km nordost om huvudstaden Teheran. Antalet invånare är 481.
Terrängen runt Kar Fūn är mycket platt. Runt Kar Fūn är det tätbefolkat, med 790 invånare per kvadratkilometer. Närmaste större samhälle är Bābolsar, 14,0 km väster om Kar Fūn. Trakten runt Kar Fūn består till största delen av jordbruksmark.